# Marco Lund
Marco Lund, né le 30 juin 1996 à Ansager (da) au Danemark, est un footballeur danois qui évolue au poste de défenseur central à Diósgyőri VTK.

## Biographie

### Esbjerg fB
Marco Lund est formé par l'Esbjerg fB. Il fait sa première apparition en professionnel le 4 avril 2016 face au Viborg FF, lors d'une rencontre de championnat remportée par son équipe (1-0).

### Odense BK
Le 15 janvier 2018, lors du mercato hivernal, Marco Lund rejoint l'Odense BK, dans le but de gagner davantage de temps de jeu qu'à Esbjerg. Il vient pour remplacer Frederik Tingager, parti à l'Eintracht Brunswick.

### IFK Norrköping
Le 8 février 2021, Marco Lund s'engage en faveur du club suédois de l'IFK Norrköping,. 
Il fait sa première apparition sous ses nouvelles couleurs le 20 février suivant, face au GIF Sundsvall en coupe de Suède. Il est titulaire et son équipe s'impose par deux buts à zéro.
Le 11 juin 2023, Lund inscrit son premier but pour l'IFK Norrköping, lors d'une rencontre de championnat face au Djurgårdens IF. Titulaire, il ouvre le score sur un service de Victor Lind, et les deux équipes se neutralisent (2-2 score final).

### En sélection
Marco Lund représente l'équipe du Danemark des moins de 19 ans de 2014 à 2015, pour un total de cinq matchs joués.
Marco Lund fête sa première sélection avec l'équipe du Danemark espoirs contre le Mexique, le 16 janvier 2019. Son équipe s'impose par un but à zéro ce jour-là.